# Melissa Navia
Melissa Navia (New York, 24 augustus 1984) is een Amerikaanse actrice.

## Biografie
Navia werd geboren op 24 augustus 1984 in New York en groeide er op. Ze begon op tienjarige leeftijd met acteren. Tijdens de middelbare school studeerde ze musicaltheater.
Haar filmcarrière startte 2011, ze heeft hoofdrollen gespeeld in verschillende onafhankelijke films en gastrollen in verschillende televisieseries. Haar eerste hoofdrol in een serie was in Common Charges uit 2015. In de sciencefictionserie Star Trek: Strange New Worlds uit 2022 speelt ze de hoofdrol van Erica Ortega.
Naast haar filmcarrière is Navia ook schrijfster en stand-upcomedian. In 2020 maakte ze haar off-Broadwaydebuut in het toneelstuk Bundle of Sticks in het INTAR Theatre.
Ze had een relatie met Brian Bannon, die in 2021 stierf, drie dagen nadat bij hem leukemie was vastgesteld.